# Conjunto de Smith-Volterra-Cantor

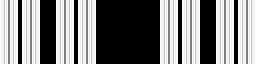
Después de eliminarse los intervalos negros, los puntos blancos que quedan forman un conjunto que no es denso en ninguna parte, de medida 1/2.

En matemáticas, el conjunto de Smith-Volterra-Cantor (SVC) o el conjunto gordo de Cantor (en inglés fat Cantor set) es un ejemplo de un conjunto de puntos en la recta real {\displaystyle \mathbb {R} } que es denso en ninguna parte (en particular, no contiene intervalos), pero que sin embargo tiene medida positiva.

## Construcción
La construcción de este conjunto es similar a la del conjunto de Cantor. En particular, el proceso consiste en eliminar determinados intervalos del intervalo unidad [0, 1].
En el primer paso, se elimina el intervalo central de longitud 1/4, es decir, se quita 1/8 a cada lado del punto central, 1/2, con lo que el conjunto resultante es
{\displaystyle \left[0,{\frac {3}{8}}\right]\cup \left[{\frac {5}{8}},1\right]}.
En cada uno de los siguientes pasos, se elimina de cada uno de los {\displaystyle 2^{n-1}} intervalos restantes un subintervalo centrado en él de longitud {\displaystyle 1/2^{2n}}. Por tanto, en el segundo paso hay que eliminar los intervalos (5/32, 7/32) y (25/32, 27/32), resultando en el siguiente conjunto:
{\displaystyle \left[0,{\frac {5}{32}}\right]\cup \left[{\frac {7}{32}},{\frac {3}{8}}\right]\cup \left[{\frac {5}{8}},{\frac {25}{32}}\right]\cup \left[{\frac {27}{32}},1\right]}.
Si el proceso continúa de forma indefinida, el conjunto de Smith-Volterra-Cantor es el conjunto de los puntos que nunca han sido eliminados. La siguiente imagen muestra el conjunto inicial y cinco iteraciones de este proceso:

## Propiedades
Por construcción, el conjunto de Smith-Volterra-Cantor no contiene intervalos. 
Durante el proceso, se eliminan del intervalo inicial intervalos de longitud total
{\displaystyle \sum _{n=0}^{\infty }2^{n}(1/2^{2n+2})={\frac {1}{4}}+{\frac {1}{8}}+{\frac {1}{16}}+\cdots ={\frac {1}{2}}}.
Esto muestra que el conjunto de los puntos que quedan tiene medida positiva de 1/2.

## Otrosconjuntos gordosde Cantor
En general, se puede eliminar rn de cada uno de los subintervalos restantes en la n-ésima iteración del algoritmo para acabar con un conjunto similar al de Cantor. Este conjunto tendrá medida positiva si y sólo si la suma de la sucesión es menor que la medida del intervalo inicial.

## Temas relacionados
- El conjunto SVC se utiliza en la construcción de la función de Volterra.[1]
- El conjunto SVC es un ejemplo de conjunto compacto que no es medible por Jordan.
- La función indicador del conjunto SVC es un ejemplo de función acotada que no es integrable por Riemann en (0, 1). Es más, no es igual en casi todas partes a una función integrable por Riemann.